# David Gilbert (Schriftsteller)
David Gilbert (* 1967 in Paris, Frankreich) ist ein US-amerikanischer Schriftsteller und Drehbuchautor.

## Leben
David Gilbert wuchs in großbürgerlichen Verhältnissen einer Bankiersfamilie der Morgan Stanley in New York City in der WASP-Welt der Upper East Side auf. Er besuchte die St. George’s School in Newport, studierte am Middlebury College in Vermont und absolvierte 1995 erfolgreich sein Masterstudium in Kreativem Schreiben an der University of Montana. Während seiner Studienzeit schrieb er häufig Kurzgeschichten über Menschen, die am Existenzminimum leben. Einige dieser Geschichten wurden später unter anderem in Harper’s Magazine und im New Yorker veröffentlicht. Dadurch erhielt er einen zwei Bücher umfassenden Buchvertrag mit dem Verlagshaus Charles Scribner’s Sons. Sein Debüt war 1998 die Kurzgeschichtensammlung Remote Feed.
Mit dem sechs Jahre später veröffentlichten Roman The Normals, einer Geschichte über einen Mann, der sich Medikamententests aussetzt, um seine Studienschulden abzubezahlen, erfüllte Gilbert schließlich den Vertrag, aus dem er lieber entlassen worden wäre. Es erhielt wohlwollende Kritiken und obwohl kaum 2000 Exemplare verkauft wurden, erschien es unter dem Titel Die Normalen nach einer Übersetzung von Chris Hirte im 2005 im Frankfurter Eichborn Verlag. Sein zweiter 2013 veröffentlichter Roman & Sons erschien in der deutschen Ausgabe 2014 ebenfalls im Eichborn Verlag, dieses Mal allerdings nach einer Übersetzung von Stefanie Schäfer.
Parallel zu seiner Schriftstellerei versucht sich Gilbert auch als Drehbuchschreiber. Von drei fertiggestellten Drehbüchern wurde bisher mit dem 2007 erschienenen Thriller Joshua – Der Erstgeborene erst eines verfilmt.
Gilbert lebt mit seiner Frau, die die Phillips Exeter Academy besucht hatte,  und den beiden gemeinsamen Kindern in New York City.

## Werke
- Remote Feed. New York, NY : Scribner, 1998
- The Normals : a novel. New York : Bloomsbury, 2004
  - Die Normalen. Eichborn, Frankfurt am Main 2005, ISBN 3-8218-5735-8.
- & Sons : a novel. New York : Random House, 2013
  - Was aus uns wird. Eichborn, Frankfurt am Main 2014, ISBN 978-3-8479-0565-3.

## Filmografie
- 2007: Joshua – Der Erstgeborene (Joshua)